# Reprezentacja Rumunii w strzelectwie
Reprezentacja Rumunii w strzelectwie – zespół reprezentujący Rumunię w międzynarodowych zawodach strzeleckich.
Reprezentanci Rumunii zdobyli na igrzyskach olimpijskich 5 złotych, 4 srebrne i 5 brązowych medali, natomiast na mistrzostwach świata 4 złote, 11 srebrnych i 11 brązowych. Organizacją i promocją strzelectwa sportowego w Rumunii zajmuje się Federația Română de Tir Sportiv (Rumuński Związek Strzelectwa Sportowego), którego prezydentem w 2013 roku był Sorin Babii.

## Historia

### Igrzyska olimpijskie
W 1900 rumuńskie strzelectwo zadebiutowało na letnich igrzyskach olimpijskich w Paryżu. Występ na tych igrzyskach nie był jednak oficjalnym debiutem kadry narodowej, gdyż Rumuński Komitet Olimpijski powstał dopiero w 1914 roku.

#### Igrzyska Olimpijskie 1900
W pierwszym jeszcze nie oficjalnym występie reprezentacji Rumunii, wystąpił jeden strzelec – 23 letni Gheorghe Plagino – który w konkursie trapu zajął 13. miejsce ex aequo z Francuzem, Amédée Aubrym.

#### Igrzyska Olimpijskie 1924
Reprezentacja Rumunii w strzelectwie wystąpiła na igrzyskach po raz drugi w 1924 w Paryżu. Rumuńscy strzelcy zajmowali w konkurencjach miejsca pod koniec stawki. Jedynie Constantin Țenescu w karabinie dowolnym osiągnął 19. miejsce na 73. startujących.
Uczestnicy
- Vasile Ghițescu
- Mihai Plătăreanu
- Constantin Țenescu
- Simion Vartolomeu
- Alexandru Vatamanu

#### Igrzyska Olimpijskie 1936
Na igrzyskach olimpijskich w Berlinie reprezentacja strzelecka Rumunii, wystąpiła po 12 latach. Rumuni, oprócz Mihai Ionescu-Călineștiego, który zajął piętnaste miejsce w karabinie małokalibrowym leżąc, lokowali się w końcowej części stawki.
- Vasile Crișan
- Eduard Grand
- Mihai Ionescu-Călinești
- Gheorghe Mirea

#### Igrzyska Olimpijskie 1952
Po 16 letniej przerwie w występach reprezentacji Rumunii na letnich igrzyskach olimpijskich, związanej z II wojną światową, reprezentacja Rumunii w strzelectwie wystąpiła na Letnich Igrzyskach Olimpijskich 1952 w Helsinkach w składzie czteroosobowym. W stolicy Finlandii Iosif Sîrbu, w strzelaniu z karabinu z 50 metrów, zdobył w pierwszy w historii Rumunii złoty medal olimpijski, natomiast Gheorghe Lichiardopol brązowy. Bezbłędny występ Iosifa Sîrbu był wyrównaniem rekordu świata w tej dyscyplinie.
- Gheorghe Lichiardopol
- Penait Călcâi
- Iosif Sîrbu
- Petre Cișmigiu

#### Igrzyska Olimpijskie 1956
Do Australii na Igrzyska Olimpijskie 1956 pojechało 4 strzelców. Rumunii zdobyli 2 medale (złoto i brąz) w pistolecie szybkostrzelnym z 25 metrów. 587 punktów na 600 możliwych zdobyte przez złotego medalistę Ștefana Petrescu, było nowym rekordem olimpijskim. Tyle samo punktów co zawodnik z Rumunii zdobył reprezentant Związku Socjalistycznych Republik Radzieckich Jewgienij Czerkasow, jednakże Rumun ukończył konkurencję szybciej. Analogicznie sytuacja wyglądała z brązowym medalem dla Gheorghe Lichiardopola, który zdobył tyle samo punktów co Fin Pentti Linnosvuo. Pozostali Rumuni, startujący w konkursach strzelaniu z karabinów: Iosif Sîrbu i Constantin Antonescu, zdobywali przeważnie miejsca w pierwszej 10.
- Constantin Antonescu
- Gheorghe Lichiardopol
- Ștefan Petrescu
- Iosif Sîrbu

#### Igrzyska Olimpijskie 1960
Na igrzyska do Rzymu przyjechało 9 zawodników. Rumuni zdobyli tylko jeden medal olimpijski w trapie, zdobyty przez Iona Dumitrescu, pozostali zawodnicy, biorąc pod uwagę poprzednie igrzyska, spisali się słabo; tylko trójka spośród nich zajęła miejsce w pierwszej 10 (Ștefan Petrescu w pistolecie szybkostrzelnym, Gavril Maghiar w pistolecie szybkostrzelnym i dowolnym oraz Iosif Sîrbu w karabinie z 50 metrów). Pozostali zawodnicy lokowali się w drugiej, trzeciej a nawet w czwartej dziesiątce.
- Constantin Antonescu
- Ion Dumitrescu
- Gheorghe Enache
- Marin Ferecatu
- Gavril Maghiar
- Ilie Nițu
- Ștefan Petrescu
- Nicolae Rotaru
- Iosif Sîrbu

#### Igrzyska Olimpijskie 1964
Do Tokio, podobnie jak cztery lata wcześniej, pojechało 9 zawodników. Rumuni spisali się jeszcze słabiej niż w 1960, zdobywając jeden srebrny medal.
- Neagu Bratu
- Traian Cogut
- Ion Dumitrescu
- Gheorghe Enache
- Gavril Maghiar
- Ion Olărescu
- Marcel Roșca
- Nicolae Rotaru
- Ion Tripșa

#### Igrzyska Olimpijskie 1968
Do Meksyku pojechała rekordowa do tej pory liczba 12 zawodników. Rumuni, podobnie jak w 1964, zdobyli tylko jeden srebrny medal (Marcel Roșca). Bliski zdobycia medalu był także Nicolae Rotaru, który zajął czwarte miejsce w karabinie małokalibrowym leżąc. W pozostałych konkurencjach Rumuni nie zdobywali już tak wysokich miejsc.
- Virgil Atanasiu
- Neagu Bratu
- Ion Dumitrescu
- Marin Ferecatu
- Gheorghe Florescu
- Lucian Giușcă
- Ștefan Kaban
- Ion Olărescu
- Marcel Roșca
- Nicolae Rotaru
- Petre Șandor
- Gheorghe Sencovici

#### Igrzyska Olimpijskie 1972
Do Monachium pojechało 10 zawodników. Tym razem, Rumuni zdobyli jeden srebrny i jeden brązowy medal (medale zdobyli Dan Iuga i Nicolae Rotaru). Poza tym, Rotaru był ósmy w karabinie małokalibrowym w trzech pozycjach.
- Ilie Codreanu
- Lucian Cojocaru
- Ion Dumitrescu
- Gheorghe Florescu
- Dan Iuga
- Gleb Pintilie
- Nicolae Rotaru
- Petre Șandor
- Eugen Satală
- Ion Tripșa

#### Igrzyska Olimpijskie 1976
Reprezentacja Rumunii na igrzyskach w kanadyjskim Montrealu, składała się z 7 zawodników. Był to najgorszy występ Rumunów na igrzyskach od 1936 roku, gdyż nie zdobyli oni żadnego medalu. Najwyższe miejsce zajął Corneliu Ion, który był piąty w pistolecie szybkostrzelnym.
- Corneliu Ion
- Dan Iuga
- Ștefan Kaban
- Adalbert Oster
- Nicolae Rotaru
- Marin Stan
- Gheorghe Vasilescu

#### Igrzyska Olimpijskie 1980
Do Moskwy, pojechało pięciu strzelców rumuńskich. Jedynym medalistą był Corneliu Ion, który został mistrzem olimpijskim w pistolecie szybkostrzelnym.
- Mircea Ilca
- Corneliu Ion
- Dan Iuga
- Marin Stan
- Ioan Toman